# Гаранча, Анита
Анита Гаранча (латыш. Anita Garanča; 10 февраля 1949 — 23 июля 2015) — советская и латвийская певица и музыкальный педагог по вокалу, мать певицы Элины Гаранча.
В 1973 году окончила Латвийскую музыкальную академию (отделение хоровых дирижёров). В 1982 году получила диплом по вокальному искусству. Была солисткой камерного хора Ave Sol и Филармонии, а позже продолжила карьеру независимой солистки.. Профессор Латвийской музыкальной академии, преподаватель в Латвийской академии культуры, педагог по вокалу в Латвийской национальной опере.